# Ulica Raciborska w Katowicach

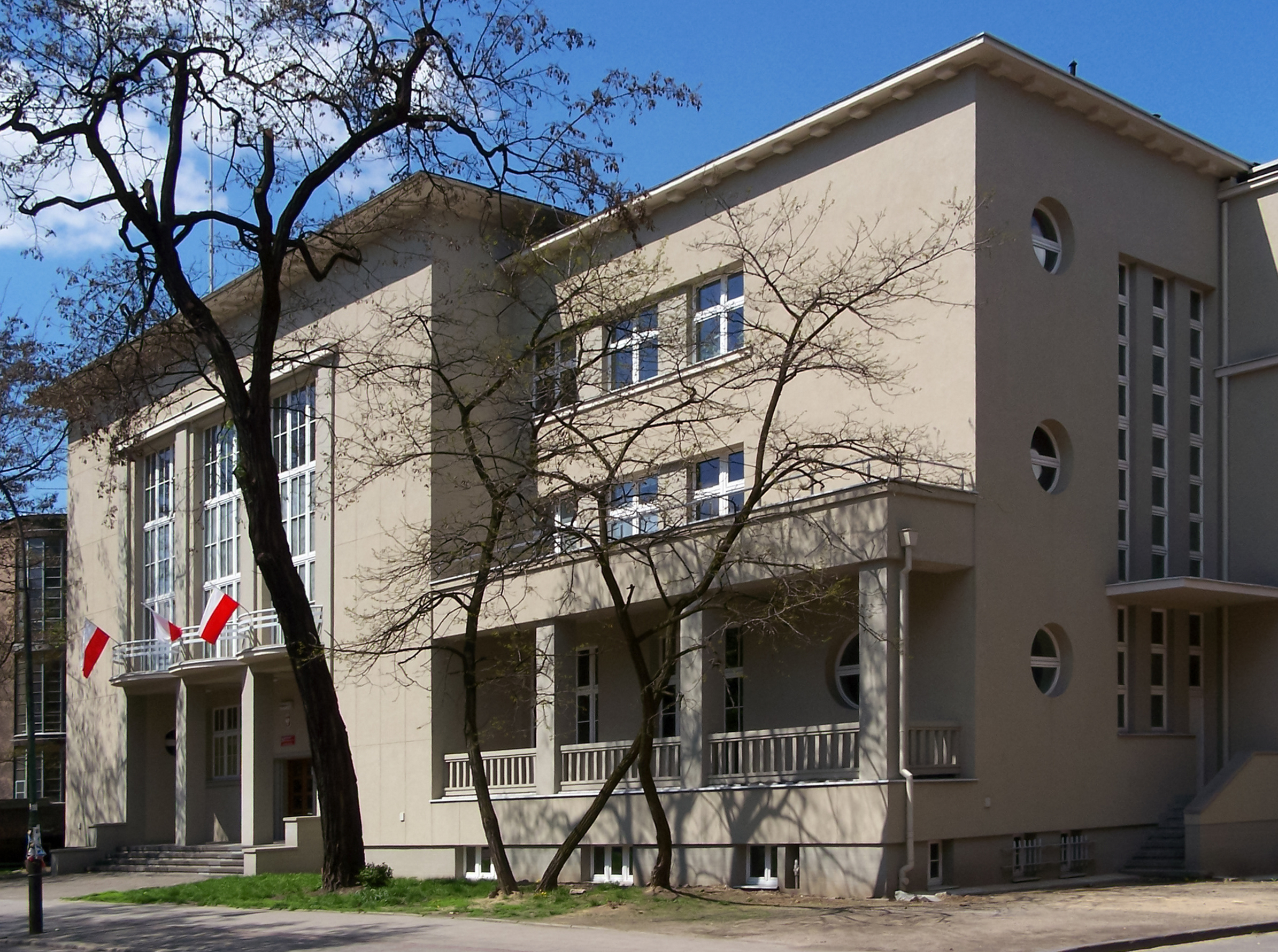
Budynek ASP w Katowicach przy ul. Raciborskiej

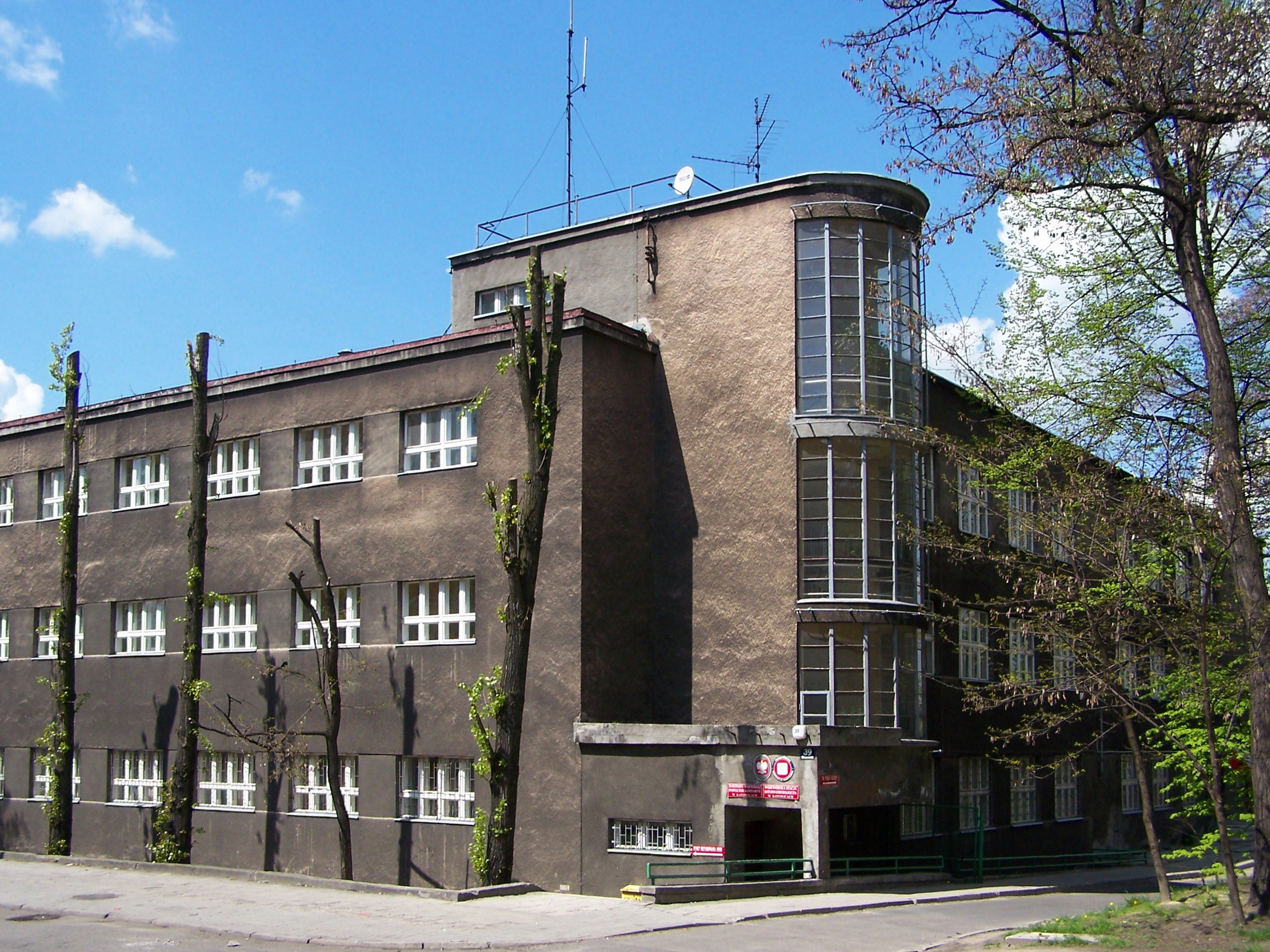
Budynek przychodni (ZHSZ) przy ul. Raciborskiej 39/41

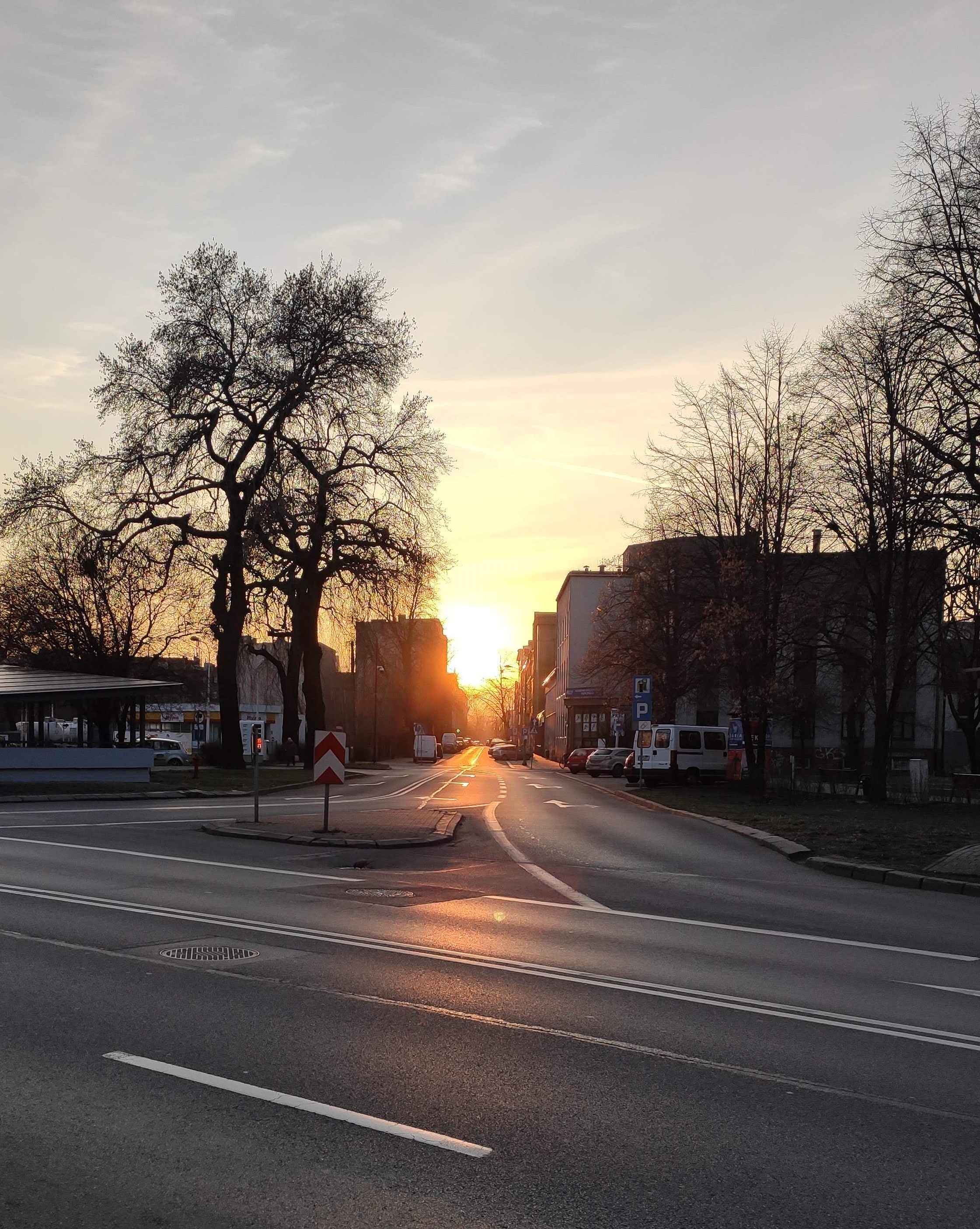
Ulica Raciborska od strony ulicy Mikołowskiej

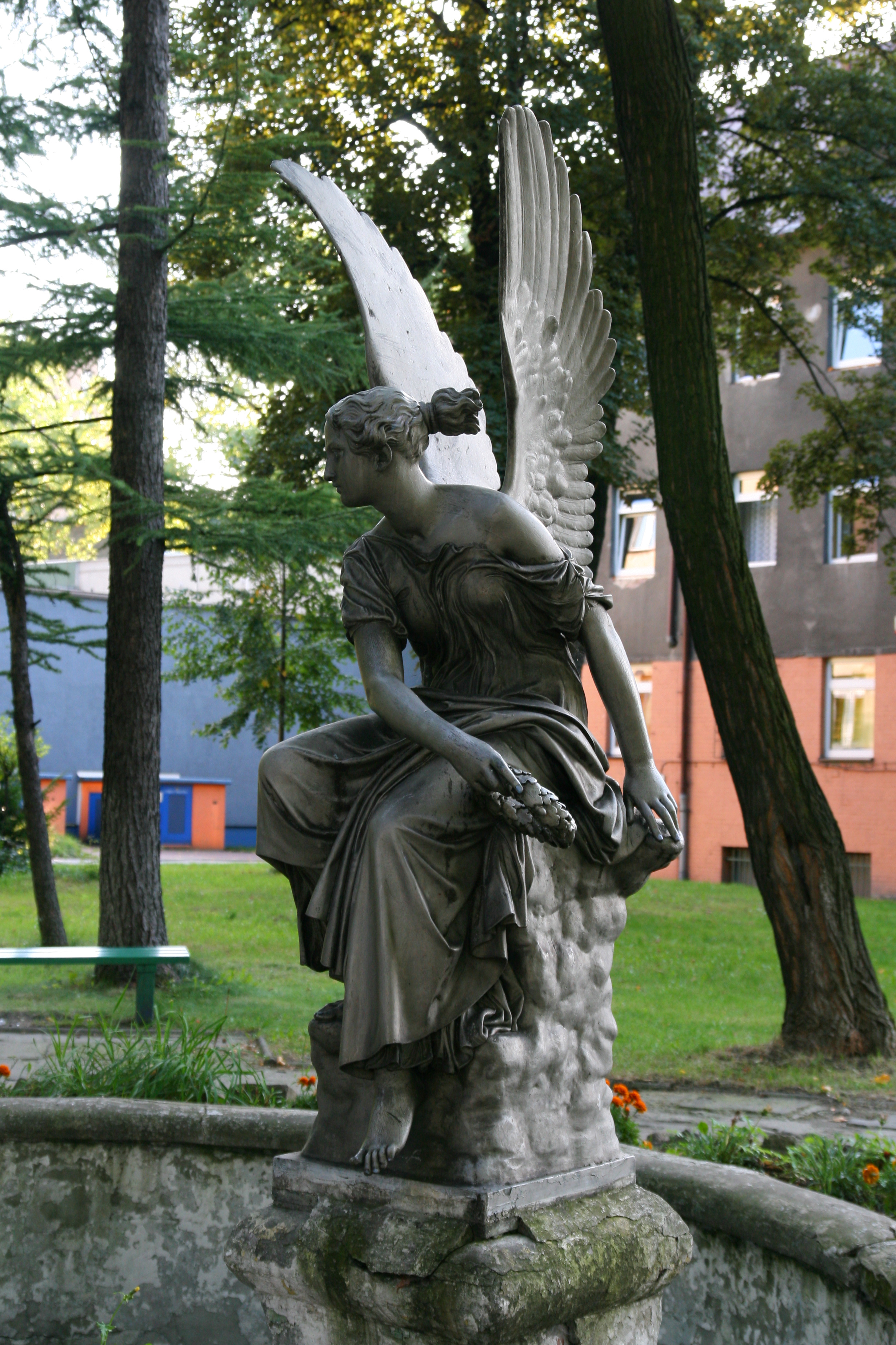
Rzeźba przedstawiająca siedzącą Wiktorię (prawdopodobnie autorstwa Christiana Daniela Raucha) na terenie Katowickiego Centrum Onkologii przy ul. Raciborskiej

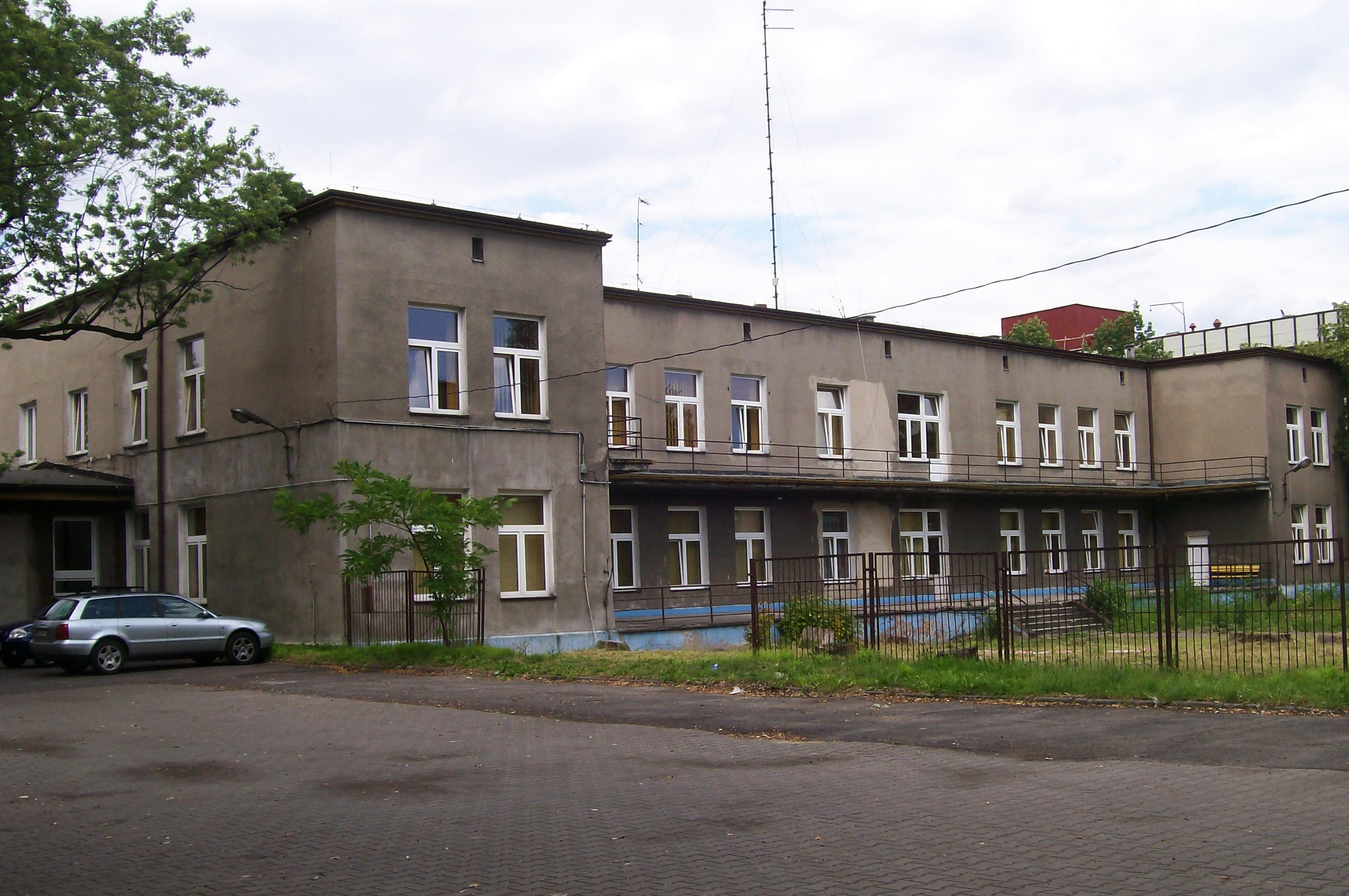
Jeden z budynków Katowickiego Centrum Onkologii, dawniej Szpitala im. Stanisława Leszczyńskiego

Ulica Raciborska w Katowicach – jedna z ważniejszych ulic w katowickiej dzielnicy Śródmieście, swą nazwę wzięła od Raciborza.

## Przebieg
Ulica Raciborska zaczyna swój bieg skrzyżowaniem z ulicą Mikołowską, biegnie obok placu dra Józefa Rostka (w czasach niemieckich Nikolaiplatz), krzyżuje się z ul. Strzelecką, ul. Kozielską i ul. ks. bpa St. Adamskiego. Za przejazdem kolejowo-drogowym dobiega do zabudowań kolejowych (Zakład Taboru w Katowicach), gdzie kończy swój bieg.

## Historia
W 1878 w rejonie dzisiejszych ulic Mikołowskiej i Raciborskiej uruchomiono hutę żelaza "Ludwig" (późniejsza odlewnia brązu "Münster"). W latach dwudziestych XX wieku radca budownictwa miejskiego w Urzędzie Miasta Katowice (Magistrat) – Lucjan Sikorski – zaprojektował przy ulicy Raciborskiej kolonię urzędniczą, która odwoływała się bezpośrednio do najnowszych tendencji w europejskiej architekturze mieszkaniowej. Lucjan Sikorski, razem z pracującym także w Magistracie Tadeuszem Łobosem, w 1926 na Ogólnopolskiej Wystawie Budowlanej i Drogowej we Lwowie zgłosili projekt "zabudowy blokowej mieszkań", który dwa lata później został zrealizowany w postaci kolonii przy ul. Raciborskiej. W okresie między styczniem a wrześniem 1928 wzniesiono dwadzieścia domów, połączonych szeregowo w trzy bloki skierowane ścianami szczytowymi do ulicy. W prześwitach pomiędzy nimi ulokowano jednokondygnacyjne sklepy, zamykające przestrzenie między blokami w rodzaj podwórza służącego wyłącznie mieszkańcom kolonii. Poszczególne bloki tworzą sumarycznie potraktowane prostopadłościany, których podstawową artykulację stanowią okna i balkony, ozdobione zróżnicowaną dekoracją ceramiczną z rytmicznie grupowanych poziomych układów pasów (tak zwane "szczypanki").
W 1904 pod numerem 27 otwarto Szpital Miejski. W latach międzywojennych XX w. szpitalne budynki powiększono. Pod numerem 28 w 1912 otwarto Miejski Szpital Dziecięcy. W dwudziestoleciu międzywojennym pod numerem 29 działał przytułek dla starców. Na końcu ulicy w tym czasie wybudowano kąpielisko "Bugla".
W okresie Rzeszy Niemieckiej (do 1922) ulica nosiła nazwę Kronprinzenstraße. W latach międzywojennych 1922–1939 ul. Raciborska. W latach niemieckiej okupacji Polski (1939–1945) Ratiborerstraße. W latach 1945–1946 ponownie ul. Raciborska, od 11 października 1946 ul. Karola Świerczewskiego.

## Obiekty zabytkowe
Przy ul. Raciborskiej znajdują się następujące obiekty:
- budynek AWF im. Jerzego Kukuczki w Katowicach (ul. Raciborska 1), wzniesiony w  latach trzydziestych XX wieku w stylu funkcjonalizmu[10];
- Instytut Kształcenia Handlowego w Katowicach projektu Zbigniewa Rzepeckiego z 1937, ukończony w 1939 (ul. Raciborska 3)[11];
- kamienica mieszkalna (ul. Raciborska 9)[10];
- kamienica mieszkalna (ul. Raciborska 11)[10];
- kamienica mieszkalna (ul. Raciborska 13)[10];
- kamienica mieszkalna (ul. Raciborska 14, 16), wzniesiona w latach trzydziestych XX wieku w stylu funkcjonalizmu[10];
- budynek biurowy WSK (ul. Raciborska 15), wzniesiony w dwudziestoleciu międzywojennym w stylu funkcjonalizmu[10]; obecnie mieści się tu Regionalne Centrum Krwiodawstwa i Krwiolecznictwa;
- kamienica mieszkalna (ul. Raciborska 17), wzniesiona w latach trzydziestych XX wieku w stylu funkcjonalizmu[10];
- familok kopalni "Wujek" (ul. Raciborska 18), wybudowany na początku XX wieku w stylu późnego historyzmu[10];
- kamienica mieszkalna (ul. Raciborska 19), wzniesiona na początku XX wieku w stylu modernizmu[10];
- kamienica mieszkalna (ul. Raciborska 22), wzniesiona w 1905 w stylu modernizmu/historyzmu[10];
- kamienica mieszkalna (ul. Raciborska 24), wzniesiona na początku XX wieku w stylu historyzmu/neobaroku[10];
- zespół budynków szpitala – obecnie Katowickiego Centrum Onkologii (d. szpital im. Stanisława Leszczyńskiego) (ul. Raciborska 27), wzniesiony w 1904 w stylu historyzmu, przebudowany w dwudziestoleciu międzywojennym w stylu funkcjonalizmu[10]; na terenie szpitalnego dziedzińca znajduje się odlana z brązu rzeźba przedstawiająca siedzącą Wiktorię (Wiktoria rzucająca wieniec), wykonana między 1888 a 1891 w berlińskiej fimie Hermanna Gladenbecka (rzeźbę wpisano do rejestru zabytków ruchomych 14 stycznia 2009, nr rej. B/133/09)[12];
- dawny Szpital Dziecięcy (ul. Raciborska 28), wybudowany w 1922 w stylu modernizmu/funkcjonalizmu[10]
- kolonia urzędnicza projektu Lucjana Sikorskiego (ul. Raciborska 31, 33, 35) z 1928[11], wzniesiona w stylu funkcjonalizmu[10]; w dwudziestoleciu międzywojennym pod numerem 33 istniało Przedszkole Miejskie[13];
- kamienica mieszkalna (ul. Raciborska 32, ul. bpa St. Adamskiego 1)[10];
- kamienica mieszkalna (ul. Raciborska 34/36)[10];
- budynek katowickiej Akademii Sztuk Pięknych (ul. Raciborska 37) – w okresie międzywojennym w jej budynku mieściło się kasyno oficerskie, budynek został wpisany do rejestru zabytków (nr rej.: A/1434/91 z 5 września 1991, obecnie nr rej. A/832/2021[14]), wzniesiony około 1930  według projektu L. Sikorskiego w stylu modernizmu[15];
- czteropiętrowy murowany budynek – kamienica mieszkalna (ul. Raciborska 38)[10], wzniesiony po 1922, posiada dach kryty dachówką[16];
- dwupiętrowy murowany budynek Zakładu Higieny Środków Żywnościowych[17], wzniesiony w latach 1931–1932 przy ul. Raciborskiej 39, 41[18], w stylu funkcjonalizmu według projektu architekta Kozłowskiego[10]; obecnie mieści się w nim przychodnia; wartość budynku na dzień 1 września 1939 wynosiła 2 200 000 złotych[19];
- willa mieszkalna (ul. Raciborska 42), wybudowana w dwudziestoleciu międzywojennym w stylu modernizmu[10];
- zabytkowy budynek (ul. Raciborska 48), wpisany do rejestru zabytków (nr rej.: A/861/2021[20] z 7 maja 1992[14]); wzniesiony w 1932 przez firmę budowlaną inżyniera Jana Piechulka, według jego planów jako dom własny, w stylu funkcjonalizmu[15];
- zespół lokomotywowni w rejonie węzła kolejowego stacji Katowice (ul. Raciborska 58)[21]; lokomotywownię wzniesiono na przełomie XIX i XX wieku w stylu historyzmu ceglanego prostego/modernizmu[10]; 16 grudnia 2021 do rejestru zabytków pod numerem A/920/2021 wpisano dwuwachlarzową halę lokomotywowni wraz z dwiema obrotnicami, wieżą ciśnień i przyległym budynkiem dawnej ślusarni[22];
- wieża ciśnień na terenach kolejowych, wybudowana na przełomie XIX i XX wieku w stylu historyzmu ceglanego prostego/modernizmu (nr rej. A/920/2021 z 16 grudnia 2021)[10].

## Instytucje
Przy ul. Raciborskiej swoją siedzibę mają: Koleje Śląskie, Katowickie Centrum Onkologii (do 2016 jako Szpital im. Stanisława Leszczyńskiego), Galeria na Schodach, Regionalne Centrum Krwiodawstwa i Krwiolecznictwa, Zespół Szkół Ekonomicznych im. Wojciecha Korfantego, Wojewódzka Stacja Sanitarno-Epidemiologiczna.